# Distrito de Simdega
Simdega (en hindi; सिमडेगा जिला) es un distrito de la India en el estado de Jharkhand. Código ISO: IN.JK.SI.
Comprende una superficie de 3 761 km².
El centro administrativo es la ciudad de Simdega.

## Demografía
Según censo 2011 contaba con una población total de 599 813 habitantes, de los cuales 299 908 eran mujeres y 299 905 varones. Es el único distrito del estado con mayoría cristiana (51,15%).